# Nacht über Berlin
Nacht über Berlin ist ein deutscher Fernsehfilm, der am 20. Februar 2013 im Ersten gesendet wurde. Die Hauptrollen sind mit Anna Loos und Jan Josef Liefers besetzt. Das echte Ehepaar spielt im Film ein Liebespaar vor dem Hintergrund der Machtergreifung durch die Nationalsozialisten.
Die Premiere des Films fand am 31. Januar 2013 in der Astor Film Lounge in Berlin statt.

## Handlung

### Deutschland 1932
Der jüdische Arzt Albert Goldmann, der in Berlin lebt und für die SPD im Reichstag sitzt, behandelt seinen schwer erkrankten Bruder Edwin. Goldmann ist deshalb extra nach Dänemark gereist. Edwin bittet seinen Bruder, Dokumente für ihn nach Deutschland einzuschmuggeln. Als Goldmann meint, er wolle mit seinen Aktionen nichts zu tun haben, versichert er ihm, dass es nicht um Waffen, sondern um Fluchtpläne gehe. Goldmann schlägt seinem Bruder daraufhin die Bitte nicht ab. Auf der Rückfahrt lernt er auf dem Schiff die Sängerin Henny Dallgow kennen, die aus reichem Hause stammt. Goldmann leidet an Kinetose und Henny steht ihm bei. Als sie sich das nächste Mal treffen, befinden sie sich in einer Warteschlange und besteigen kurz darauf zusammen einen Zug. Während einer Unterhaltung meint Henny zu Goldmann, dass ihm nicht anzusehen sei, dass er Reichstagsabgeordneter ist, und fügt hinzu, dass sie finde, dass ein Haufen von Spinnern im Reichstag sitzen würde. Urplötzlich erscheinen zwei Beamte und fordern Goldmann auf, ihnen zu folgen. Seinen Protest, er sei Abgeordneter des deutschen Reichstages und genieße daher Immunität, beachten sie nicht weiter. Ihm wird vorgeworfen, dass er am Tag zuvor in Dänemark bei seinem Bruder gewesen sei, der propagandistisches Material nach Deutschland einschleusen wolle. Im Zug bei Henny Dallgow bleibt Goldmanns Mütze zurück, in die ein kleiner Umschlag eingenäht worden ist, wie Henny bemerkt. Wieder in ihrer Wohnung untersucht die junge Frau diesen und erkennt den brisanten Inhalt. Als Goldmann bei Henny auftaucht, ist sie daher verärgert und erzählt ihm, dass selbst sie gesehen habe, dass es bei diesem Plan um den Schmuggel von Waffen und Handgranaten gehe. Goldmann beteuert, sein Bruder habe ihm geschworen, dass es sich lediglich um Fluchtpläne handele. Henny erklärt ihm, dass sie die Unterlagen weggeworfen habe, und bittet Goldmann zu gehen. Kurz darauf wird er von Komplizen seines Bruders abgefangen, die nach den Unterlagen fragen. Er erzählt ihnen, dass er sie rechtzeitig ins Meer geworfen habe und bei der Ankunft von der Preußischen Geheimpolizei durchsucht worden sei.
Henny Dallgow hat einen Disput mit ihrem Onkel, der die umfangreichen Immobilien der Familie für sie verwaltet. Sie ist Sängerin im Etablissement „Ballhaus“ und möchte das Objekt gern erwerben. Ihr Onkel ist der Meinung, dass dafür im Moment nicht genug Kapital flüssig sei. Wenig später hält Albert Goldmann eine Ansprache im Parlament, die immer wieder durch Zwischenrufe von Abgeordneten der NSDAP unterbrochen wird. Das Parlament ist durchsetzt von Männern in Nazi-Uniformen. Obwohl Goldmanns Redezeit noch nicht um ist, entzieht Präsident Göring ihm schließlich das Wort. Henny, die sich ebenfalls unter den Zuschauern befindet, bittet Albert, sie am Abend in ihrer Welt im „Ballhaus“ zu besuchen, denn sie habe ihn ja auch in seiner Welt besucht. Im „Ballhaus“ tritt auch der derzeitige Besitzer Matze Belzig auf, ein guter Freund und Mentor von Henny. Belzig, ein Jude, hat die Zeichen der Zeit schon früh erkannt und will nach Amerika auswandern und den Club daher verkaufen. Goldmann, der Hennys Einladung gefolgt ist, bemerkt auch viele Männer in braunen Uniformen im „Ballhaus“. In dieser Nacht wird Henny von den Gesinnungsgenossen von Edwin Goldmann vor ihrer Wohnung abgefangen und bedroht. Sie wollen wissen, wo das Päckchen mit den Unterlagen ist. Sollte sie zur Polizei gehen, würden sie wiederkommen und das würde sowohl sie als auch ihre gesamte Familie bereuen. Dann schlagen sie brutal auf die Frau ein. Henny sucht Goldmann auf und beschuldigt ihn, dass er ihr seine Schläger auf den Hals gehetzt habe, dann bricht sie zusammen. Goldmann, der sie zuvor im Lokal noch angeschrien hatte, weil Nazis ihr im Lokal zu ihrem Gesangsvortrag gratuliert hatten, kümmert sich um Henny. Zur selben Zeit erscheint die junge Frau wieder, die genauso zur kommunistischen Zelle gehört wie Goldmanns Bruder Edwin und unter den Schlägern war. Sie hatte Hennys Motorrad vor dem Haus gesehen und will mit ihr sprechen. Goldmann ergreift unmissverständlich Partei für Henny und macht der jungen Frau klar, dass er sie und ihre Gesinnungsgenossen an die Polizei verraten werde, wenn sie Henny nicht in Ruhe lassen. Als sie wieder allein sind, bedankt sich Henny bei Goldmann und es kommt zum ersten zaghaften Kuss zwischen beiden. Einige Tage später will Henny mit Goldmann den nun doch abgeschlossenen Kauf des „Ballhauses“ feiern. Zusammen unternehmen sie einen Motorradausflug und schlafen später in einem kleinen Boot miteinander. Als Henny Goldmann auffordert, später noch ins „Ballhaus“ zu kommen, meint er, er passe dort nicht hin und ob sie nie gehört habe, wie die Nazis, die zuhauf im „Ballhaus“ verkehren, über Juden sprechen würden. Henny meint leichthin, das würden sie doch gar nicht so meinen. Während Goldmann noch arbeitet, erscheint sein Bruder Edwin mit einigen Gesinnungsgenossen und einer blutenden jungen Frau in seiner Praxis. Obwohl Goldmann alles andere als erfreut ist, hilft er der jungen Frau. Er beschwört seinen Bruder, endlich aufzuhören, er sei doch der einzige, der ihm noch aus seiner Familie verblieben sei. Kurz darauf erscheint Henny. Sie bemerkt, dass Goldmann sie auf ihre Frage hin, was hier los gewesen sei, anlügt. Nach kurzem Nachdenken erzählt ihr Goldmann, was vor neun Jahren passiert war. Plötzlich habe die Polizei in seinem Haus gestanden, dann seien zwei Schüsse gefallen und seine Frau und sein Sohn seien erschossen worden.
Am nächsten Abend bedankt sich Henny im „Ballhaus“ bei Matze Belzig, der seinen Abschied gibt. Bei ihr im „Ballhaus“ sei für ihn immer ein Platz frei, versichert sie dem Freund. Als Henny später mit Goldmann tanzt, will ein Nazibeamter, Stammgast im „Ballhaus“, wissen, mit wem sie da tanze, und meint dann süffisant: „Sieh mal an, ein Jude.“ Im Toilettenvorraum führt Goldmann ein Gespräch mit Belzig, der meint, er solle gute Miene zum bösen Spiel machen. Goldmann erwidert, er verstehe nicht, warum es auf einmal eine solch große Rolle spiele, welche Religion jemand habe, Religion habe in seinem bisherigen Leben nie eine Rolle gespielt. Hennys Traum ist es, dass das „Ballhaus“ ein Ort sein und bleiben solle, wo man der Wirklichkeit entfliehen und unbeschwert fröhlich sein könne. Den Menschen einen solchen Ort bieten und erhalten zu können, sei das, was sie in dieser Zeit tun könne. Das sei sicher nicht so wichtig wie das, was Goldmann als Arzt leiste, aber das sei nun einmal ihr Traum. Als Goldmann einige Tage später einem alten Mann beisteht, der von zwei Nazis zusammengeprügelt wird, will der Polizist, der zuvor geflissentlich weggeschaut hat, ihn festnehmen anstatt die prügelnden Nazis. Es kommt zu einer Auseinandersetzung, wobei weitere mutige Bürger die Nationalsozialisten zurückdrängen. Einige Tage später feiern Erhart von Kühn und Hennys Cousine Uta ihre Verlobung. Auch Goldmann und Henny sind Gäste. Von Kühn greift Goldmann an, ohne dass die anderen am Tisch Partei für ihn ergreifen, woraufhin Goldmann sich verabschiedet und Henny ihm folgt. Später auf Hennys Dachterrasse erzählt Goldmann ihr davon, was wirklich in der Praxis geschah und betont, sollte sein Bruder vor seiner Tür stehen, würde er ihm wieder helfen, er sei seine Familie. Henny versteht sehr gut, was er meint. Als Henny am nächsten Tag durch ihr Haus geht, sieht sie Ruth Fraenkel, die Schmierereien, wie „Jude“ usw. von ihrer Haustür abwischt. Wütend droht sie den Nazis, die ebenfalls eine Etage in ihrem Haus angemietet haben, mit Kündigung, wenn das nicht sofort unterbliebe. Die Quittung kommt schnell, Nazis wüten im „Ballhaus“, und nur dem Eingreifen von Erhart von Kühn, an den sie sich wendet und der sie bewundert und wohl auch liebt, verdankt sie es, dass das „Ballhaus“ nicht schlimmer in Mitleidenschaft gerät. Der Hüne Lanz, ein Naziführer, stellt sich ihr vor und lässt sich versichern, dass die Nazis im „Ballhaus“ gern gesehene Gäste seien, was Henny ihm notgedrungen bestätigt.

### Silvester 1932 und Februar 1933

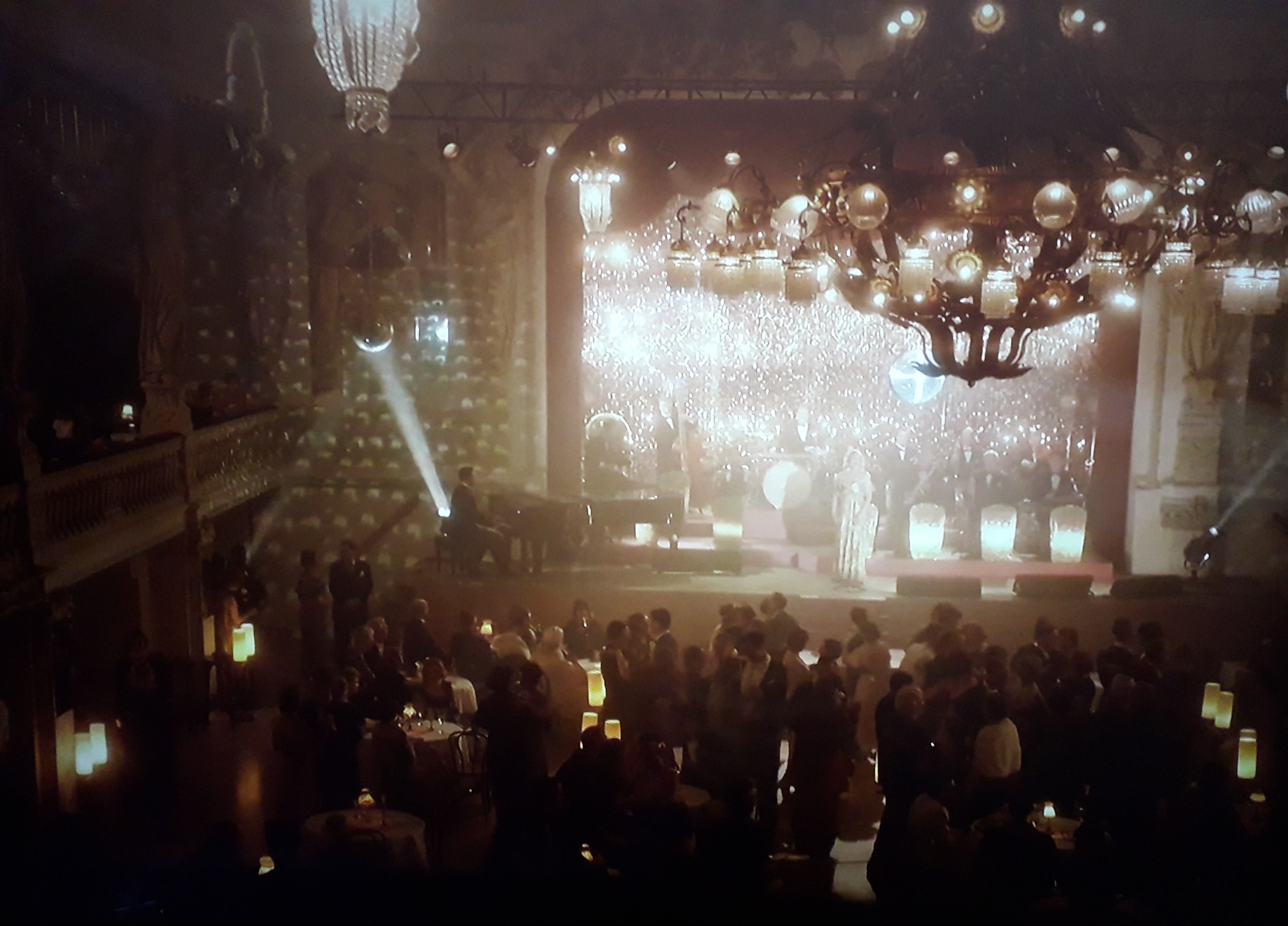
Das Ballhaus NEUE WELT in Zwickau diente als Filmkulisse

Gunda, eine treue Angestellte und Freundin von Henny, sagt ihr auf den Kopf zu, dass sie schwanger sei. Henny meint, sie wisse nicht, ob sie es Goldmann sagen solle, sie habe mit so etwas nie gerechnet. Ihr Traum sei doch immer das „Ballhaus“ gewesen. Gunda meint, sie solle noch einige Tage darüber nachdenken. Gerade als Henny sich zu einer Entscheidung durchgerungen hat, klopft es an der Tür und Mitglieder der kommunistischen Zelle erscheinen mit dem schwerverletzten Edwin Goldmann, der vor Schmerzen schreit. Goldmanns Versuch, ihn sofort ins Krankenhaus zu bringen, scheitert. In seinen Armen mitten auf der Straße stirbt Edwin Goldmann. Alberts Schmerz ist groß. Henny hat sich inzwischen dazu durchgerungen, eine Engelmacherin aufzusuchen, um Goldmann nicht auch noch mit ihrer Schwangerschaft zu belasten. Als sie eine Frau mit schmerzverzerrtem Gesicht aus der Praxis kommen sieht, entscheidet sie sich jedoch um und gesteht Goldmann alles. Ihre Befürchtungen vor der Zukunft wischt Goldmann mit dem Argument weg, dass sie und er und das Baby jetzt eine Familie seien und das sei alles, was zähle. Einige Tage später sagt Erhart von Kühn Henny unter vier Augen, dass Hitler die anstehenden Wahlen wahrscheinlich gewinnen werde. Für diesen Fall gebe es bereits Säuberungslisten, auf denen Goldmann ziemlich weit oben stünde. Es sei deshalb besser für ihn, Deutschland zu verlassen. Henny weiß nicht so recht, wie sie das einordnen soll. Ihr Versuch, Goldmann insoweit zu beeinflussen, schlägt jedoch fehl, da er fest davon überzeugt ist, dass Hitler keine Chance habe, die Wahlen zu gewinnen. Das sei nur deren Art, die Leute einzuschüchtern, darin würden sie ihre einzige Chance sehen. Auch er meint, vielleicht habe von Kühn ihr das erzählt, um so billig ans „Ballhaus“ zu kommen. Kurz darauf kommt es zu einer wilden Schlägerei zwischen Nazis und protestierenden Bürgern. Goldmann gewährt ihnen Zuflucht in seiner Praxis, wozu die SA-Mitglieder sich ebenfalls Zutritt verschaffen und völlig enthemmt weiterprügeln. Goldmann hat von seinem Patienten Marinus van der Lubbe erfahren, dass er gedenke, etwas gegen die herrschenden Zustände zu tun, und den Reichstag anzünden will. Der Arzt will das auf jeden Fall verhindern, da das nur Wasser auf die Mühlen der NSDAP wäre und ihnen bei der Wahl helfen würde. Bei seinem Versuch, van der Lubbes Vorhaben zu unterbinden, gerät Goldmann in Gefahr und kann sich nur mit letzter Kraft aus dem brennenden Gebäudeteil retten. Feuerwehr rückt an. Gerade als Goldmann den Reichstag verlassen will, wird er von Nazis gesichtet, die ihn auffordern, stehenzubleiben. Es gelingt ihm nicht, ihnen zu entkommen. Henny, die einer Eingebung folgend mit dem Motorrad zum Reichstag gefahren ist, sieht, wie Goldmann abgeführt wird. Marinus van der Lubbe, der ebenfalls festgenommen worden ist, besteht in seiner Vernehmung darauf, dass er das Feuer ganz allein gelegt und ihm niemand geholfen habe.
Goldmann wird inzwischen von einem Herrn Klein von der politischen Polizei vernommen, um seine Mittäterschaft am Reichstagsbrand zu beweisen, und muss erkennen, dass niemand an der Wahrheit interessiert ist. Henny versucht unterdessen, mit Kommissar Fraenkel zu sprechen, was unterbunden wird. Inzwischen wird Goldmann weiter in brutalster Weise gefoltert, und Henny wird von Erhart von Kühn insistiert, sich von Goldmann loszusagen, als Geliebte eines Juden habe sie in Deutschland keine Zukunft. Ein junger Nazi verliert beim Verhör die Geduld, zieht seine Pistole und erschießt den wehrlos auf einem Stuhl festgeschnallten Arzt. Klein schreit ihn daraufhin an, tot nütze er ihnen nichts, und seine Leiche wird in den Fluss geworfen. Leo Fraenkel überbringt Henny die Nachricht von Goldmanns Tod. An seiner Bahre nimmt die junge Frau erschüttert Abschied. Später sitzt sie auf ihrer Dachterrasse und weint und schreit ihren Schmerz hinaus. Irgendwann hat Henny keine Tränen mehr.

## Produktion und Hintergrund
Gedreht wurde in den Monaten August und September 2012 im Studio Babelsberg in Potsdam sowie in Berlin, Zwickau, Köln (MMC-Studios in Ossendorf) und Leipzig. Hunderte von Komparsen wurden eingesetzt. Kostüme, Masken und Perücken sowie Requisiten wurden original den 1930er Jahren angepasst.
Die von Florian de Gelmini komponierte symphonische Filmmusik wurde vom 27. bis 29. November in den Prager Smecky Studios vom einundsiebzigköpfigen „City Of Prague Philharmonic Orchestra“ eingespielt, der Soundtrack zum Film wurde vom Bayerischen Rundfunk zum Soundtrack des Monats (April) gewählt.
Anna Loos und Jan Josef Liefers sind seit 2004 verheiratet.
Marinus van der Lubbe (1909–1934) war ein politisch links orientierter Arbeiter, der am 27. Februar 1933 im brennenden Reichstag in Berlin festgenommen und am 23. Dezember wegen Hochverrats in Tateinheit mit vorsätzlicher Brandstiftung im sogenannten Reichstagsbrandprozess zum Tode verurteilt wurde. Die tatsächlichen Umstände um den Reichstagsbrand und vor allem die Täterschaft konnten nicht einwandfrei geklärt werden. Die politischen Folgen waren jedoch dramatisch und spielten der NSDAP in die Hand.
Nacht über Berlin ist am 21. Februar 2013 auf DVD erschienen, herausgegeben vom Studio Hamburg Enterprises (AL!VE).

## Rezeption

### Kritik
„Dennoch: Auch die gedeckten Braun- und Grautöne, die Außen wie Innen dominieren und die durch Hunderte von Filmen unsere Vorstellung vom Aussehen dieser Epoche geprägt haben, und vor allem der Auftritt von Max Raabe als Duettpartner von Henny Dallgow machen deutlich: Hier inszeniert jemand eine Ära nach den Codes und nach der Ästhetik, die die Nachgeborenen für sie definiert haben. Aufpassen, sonst nehmen wir das noch als wahr hin.“

„„Schon bei ‚Weissensee‘ und ‚Die Wölfe‘ hat Friedemann Fromm gezeigt, wie gut er sich darauf versteht, zeitgeschichtliche Stoffe zu adaptieren. Bei ‚Nacht über Berlin‘ verantwortet er mit Rainer Berg auch das Drehbuch, es schlägt in der finalen Viertelstunde schwindelerregende Volten, in deren Folge der Arzt Goldmann sich neben dem Brandstifter Marinus van der Lubbe (beeindruckend wirr gespielt von Johannes Klaußner) wiederfindet.“ […] Gelobt wird auch Jürgen Tarrach in seiner Rolle als Ballhausbesitzer Matze Belzig, der „großartig, grell geschminkt und doch mit klarem Blick für das, was kommen wird, [spiele].““

„Nazi-Grusel in der ARD: Der Reichstag brennt, der Führer brüllt, und das (private) Ehepaar Loos & Liefers hält als (gespieltes) Liebespaar die Spannung hoch…. […] Auch nach acht Jahren (echter) Ehe schaffen die beiden in der (gespielten) Beziehung eine hohe Spannung.“

„„Fiktive Liebesgeschichte in einer sorgfältig und aufwendig inszenierten Zeitreise.“ Die Fernsehzeitschrift Hörzu gab das Gesamturteil: „Gelungen“.“

„„Eine unpolitische Lebefrau und ein sozialdemokratischer jüdischer Arzt – das mutet ein wenig klischeehaft an. Doch spätestens, wenn Anna Loos’ Gesicht vom Schmerz zerknautscht ist, hat sich das erledigt. Die Charaktere sind differenziert gezeichnet und glaubwürdig gespielt. Eine traurige Liebesgeschichte und ein historisch-facettenreiches Drama zugleich.“ Die Fernsehzeitschrift Gong kam zu dem Fazit: „Aufwendig, spannend und lebendig inszeniert“ und gab fünf von sechs Punkten, was dem Gesamturteil „sehr gut“ entspricht.“

„Bedauerlicherweise verfehlt der Regisseur Friedemann Fromm sowohl seinen künstlerischen wie auch seinen politischen Anspruch. Aus Tragik wird Albernheit, aus Spaß Klamauk, aus Ansätzen von Humor wird Kitsch, aus Grauen Unterhaltung; politische Ereignisse wie der Reichstagsbrand werden verwurstet. […] Alles wirkt irgendwie schräg, oberflächlich und falsch.“

### Einschaltquoten
Die Erstausstrahlung von Nacht über Berlin am 20. Februar 2013 wurde in Deutschland insgesamt von 5,90 Millionen Zuschauern gesehen und erreichte einen Marktanteil von 17,7 % für Das Erste. Bei den Zuschauern zwischen 14 und 49 Jahren schlug ein Marktanteil von 9,9 % zu Buche.